# مایکروسافت سولوشنز فریم‌ورک
چارچوب راه حل‌های مایکروسافت (به انگلیسی: Microsoft Solutions Framework) مجموعه ای متشکل از اصول، مدل‌ها، قواعد، مفاهیم و دستورالعمل هایی است که توسط شرکت مایکروسافت جهت تحویل دادن سرویس‌های  فناوری اطلاعات است.
MSF نه تنها شروطی برای گسترش نرم‌افزار است، بلکه برای سایر پروژه‌های فناوری اطلاعات مانند زیرساخت، شبکه نیز می‌باشد. MFC توسعه دهندگان را مجبور به استفاده از یک متدلوژی خاص (مانند روش آبشاری یا توسعه نرم‌افزار چابک)استفاده نمی‌کند.

## تاریخچه
اولین نگارش (MSF) در سال ۱۹۹۳ میلادی بوده و نگارش دوم در سال ۱۹۹۷ منتشر شد.
در سال ۲۰۰۲، نسخه سوم چارچوب راه حل‌های مایکروسافت منتشر شد که تغییرات ذیل را نسبت به نسخه دوم شامل می‌شد:
- ترکیب مدل‌های جداگانه قبلی تحت یک مدل‌های یکپارچه تیم و فرایند که برای بسیاری از پروژه‌ها شامل گسترش، یکپارچه سازی ادغام نرم‌افزار سازمانی و توسعه پروژه‌ها طراحی شده‌است.
- تقسیم کردن مدل‌های توسعه برنامه و توسعه زیرساخت به یک مدل فرایند واحد که خود شامل پنج مرحله است.
- اضافه کردن مدیریت پروژه و قواعد مدیریت آمادگی.
- تغییر در قواعد مدیریت ریسک.
- اضافه کردن ارتباط بین چارچوب راه حل‌های مایکروسافت (MSF) و چارچوب عملیات مایکروسافت (MOF).
- اضافه کردن یک برنامه تمرینی طراحی شده برای آموزش افراد جهت هدایت یا مشارکت در پروژه‌های تحت MSF.

نسخه سوم MSF در سال ۲۰۰۵ منتشر شد. این نسخه شامل بازنگری جدید بر مدل فرایند (به تازگی مدل حکومت داری گفته می‌شود) و مدل تیم می‌باشد.MSF 4.0 شامل تکنیک‌هایی برای دو متدولوژی جداگانه می‌باشد: MSF برای توسعه نرم‌افزار سریع (MSF Agile)و MSF برای بهبود یکپارچگی مدل بلوغ قابلیت (CMMI) به نام MSF4CMMI می‌باشد

## اجزا
MSF 4.0 متشکل شده‌است از یک متامدل که می‌تواند به عنوان پایه ای برای فرایندهای مهندسی نرم‌افزار مورد استفاده قرار گیرد و دو فرایند مهندسی نرم‌افزار مقیاس پذیر و قابل سفارشی سازی.
متامدل مربوط به چارچوب راه حل‌های مایکروسافت (MSF)شامل اصول پایه، یک مدل تیمی و چرخه‌ها و تکرارها می‌باشد. MSF 4.0 یک چهارچوب سطح بالایی از راهنمایی و اصول فراهم می کندکه می‌توان آن‌ها را به انواع فرایندهای پیشنهادی متصل نمود که خود متشکل از روش‌های توصیفی و تجربی است. جزء توصیفی را متامدل MSF 4.0 می‌نامند.